# Ủy ban phân loại điện ảnh Vương quốc Anh
Ủy ban phân loại điện ảnh Vương quốc Anh (tiếng Anh: British Board of Film Classification hay British Board of Film Censors) là một tổ chức phi chính phủ, thành lập bởi ngành công nghiệp điện ảnh vào năm 1913. Ủy ban chịu trách nhiệm về việc phân loại và kiểm duyệt phim chiếu rạp và tác phẩm video (như các chương trình truyền hình, trailer, quảng cáo...) phát hành trên phương tiện truyền thông tại Anh quốc. Ủy ban có một yêu cầu bắt buộc để phân loại các video, DVD và ở mức độ thấp hơn như một vài trò chơi điện tử chiếu theo Luật ghi hình video 1984.